# 森精机
株式会社森精机制作所(日语：／ Kabushiki Kaisha Mori Seiki Seisakusho ?, 英文：MORI SEIKI CO., LTD.) (TYO: 6141)是日本机床公司，总部位于奈良市奈良县和东京。 1948年10月26日是森精机创建日期。 森雅彦是森精机董事长。

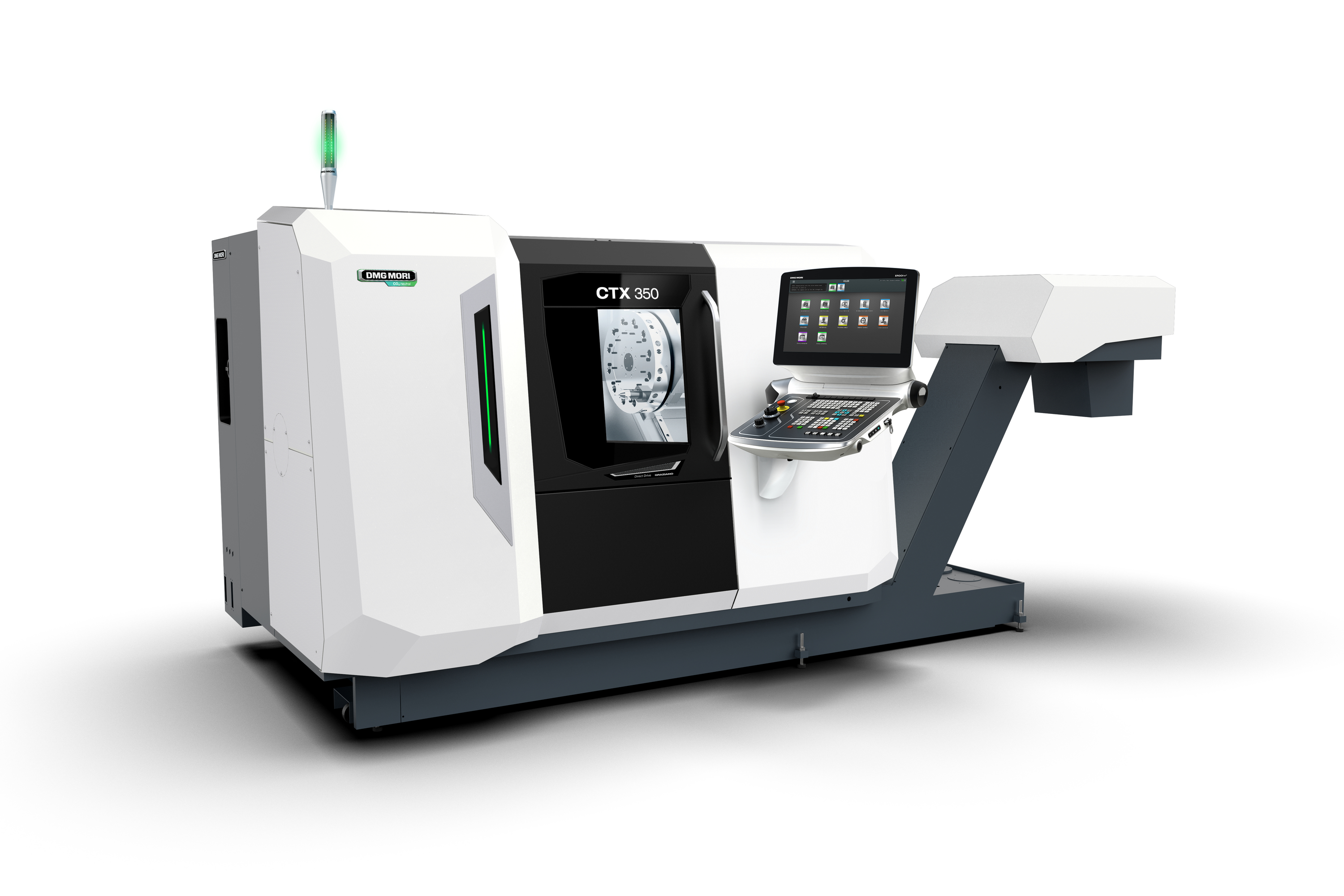